# Harvard University
Harvard University är ett privat forskningsuniversitet i Cambridge i Massachusetts och medlem av Ivy League. Dess historia, inflytande och rikedom har gjort det till ett av de mest prestigefyllda universiteten i världen.
Universitetet grundades 1636 av Massachusetts lagstiftande församling och snart därefter uppkallades det efter John Harvard (dess första välgörare). Harvard är USA:s äldsta institution för högre utbildning och Harvard Corporation (formellt President and Fellows of Harvard College) är dess första auktoriserade korporation. Även om det aldrig formellt varit knutet till något kyrkosamfund, utbildade det tidiga colleget främst kongregationalistiska och unitariska präster. Dess läroplan och studentkår sekulariserades successivt under 1700-talet och på 1800-talet hade Harvard framkommit som det centrala kulturetablissemanget bland Bostoneliten. Efter amerikanska inbördeskriget omformade rektor Charles W. Eliots långa mandatperiod (1869–1909) colleget och anslutna yrkesskolor till ett modernt forskningsuniversitet. Skolan fick samundervisning efter 1977 års sammanslagning med Radcliffe College.
Universitetet är indelat i elva separata akademiska enheter, tio fakulteter och Radcliffe Institute for Advanced Study med campus i hela Bostons storstadsområde. Det 209 tunnland (85 hektar) stora huvudcampuset är centrerad på Harvard Yard i Cambridge, cirka 4,8 km nordväst om Boston. Harvard Business School och idrottsanläggningarna, däribland Harvard Stadium, ligger tvärs över Charles River i stadsdelen Allston i Boston och Harvard Medical School, Harvard School of Dental Medicine och Harvard School of Public Health ligger i Longwood Medical Area. Åtta amerikanska presidenter har utexamninerats från universitetet och omkring 150 Nobelpristagare har varit anslutna som studenter, lärare eller personal. Harvard är också alma mater för 62 nu levande miljardärer och 335 Rhodes Scholars vilket är flest i USA. Harvard University Library är också det största akademiska biblioteket i USA.
Harvard har det största finansiella donationsmedlet av någon akademisk institution i världen med $32,3 miljarder dollar i juni 2013.

## Historia

### 1600- och 1700-talet
År 1635 öppnade det första kollegiet av franska jesuiter för att stödja den franska missionen i Nya Frankrike. Det var först året efter som universitetet grundades så som det är känt idag. Det skedde efter omröstning i översta rådet i Massachusetts Bay-kolonin, en föregångare till delstaten Massachusetts. Till en början kallades lärosätet för New College eller the college at New Towne. Men det döptes om till Harvard College den 13 mars 1639. Det namngavs efter prästen John Harvard som studerat vid Universitetet i Cambridge i England. John Harvard testamenterade sitt bibliotek och £779, vilket var hälften av hans ägor, och kunde garantera en fortsatt verksamhet. Första gången Harvard officiellt refereras till som universitet är i Massachusetts konstitution från 1780. När Harvard kallar sig USA:s äldsta universitet är det ifrågasatt eftersom det är svårt att definiera avseende exempelvis kontinuitet och historik före USA bildades eller vad som hände i stater som inte alltid ingått i federationen. När Harvard kallar sig äldsta institution för högre studier blir det trots allt sällan ifrågasatt.
De första åren utbildades många puritanska präster. Utbildningen var upplagd enligt engelsk förebild men med puritanska förtecken, efter den i New England rådande filosofin. Harvards motto var ursprungligen Veritas Christo et Ecclesiae ungefär Sanning för Kristus och kyrkan. Mellan 27 juni 1682 och 6 september 1701 var Increase Mather rektor, parallellt med sin inblandning i häxprocesserna i Salem. Mather var inte helt främmande för processerna men sade: Det är bättre om tio misstänkta häxor undkom, än att den oskyldige dömes. John Leverett valdes till rektor år 1708 och var den första rektorn som inte kom från prästerskapet och markerade en vändpunkt från puritanismen till intellektuellt oberoende.

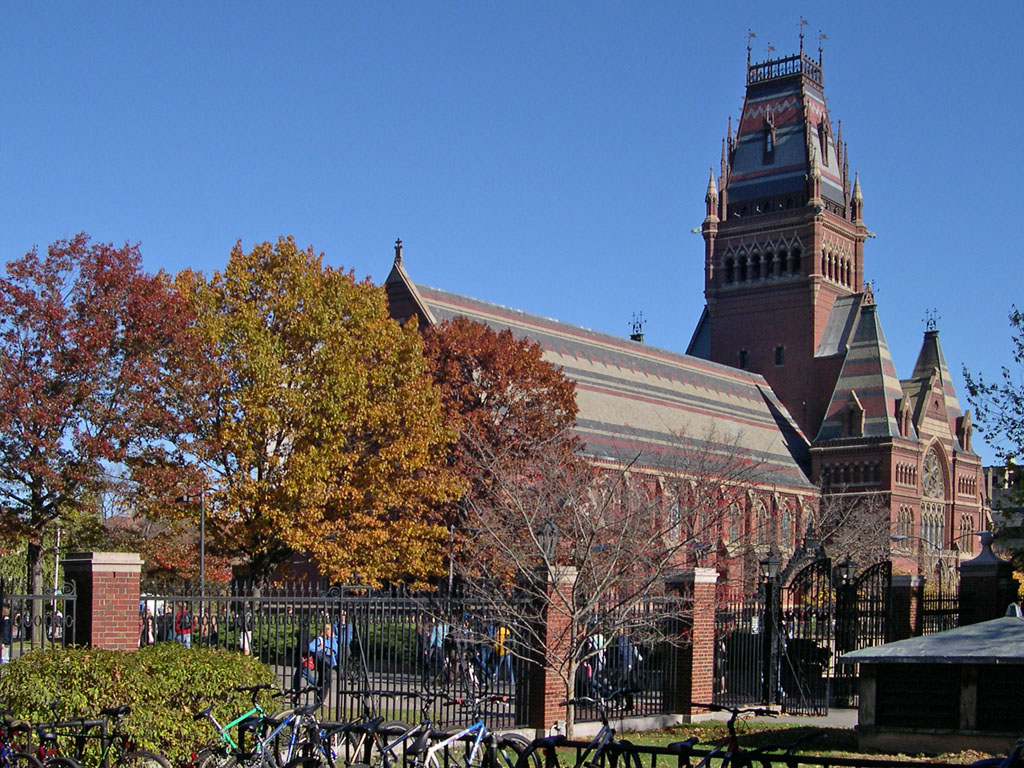
Memorial Hall.

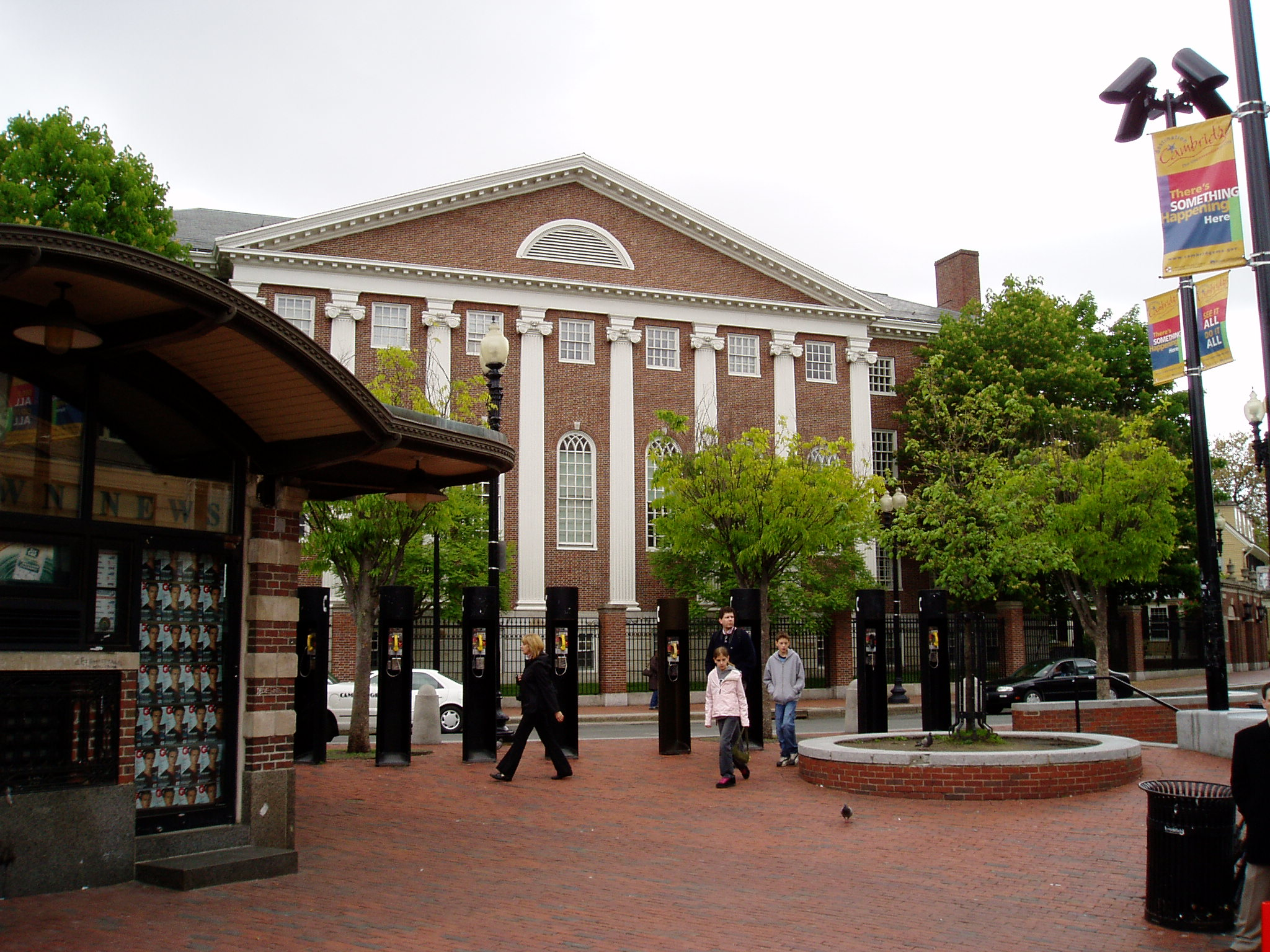
Harvard Square.

På 1650-talet etablerade Harvard ett kollegie speciellt för att utbilda indianer. Det gjordes för att kunna äska pengar och avbröts 1693. Minst fyra indianer var inskrivna men samtliga dessa var sjuka i tuberkulos och smittkoppor.

### 1800-talet
Mellan 1830 och 1870 minskade de statliga bidragen när federalisterna ersattes av Demokratisk-republikanska partiet i Massachusetts politik. Harvard ”privatiserades” och vid 1870 hade politikerna i Harvards styrelse ersatts av Bostons överklass och affärsmän, inte sällan före detta Harvardstudenter. Under den perioden kunde Harvard växa utan motsvarighet och Harvard placerades sig i en egen division avseende finansiella medel. Det var också nu som föräldrar började skicka sina barn till skolan inte bara för utbildningens skull utan även för att de skulle kunna skapa sociala nätverk.
Charles William Eliot var rektor under 40 år mellan 1869 och 1909 och Harvard fick då ett rykte att vara det mest progressiva universitetet av Princeton och Yale avseende minoriteter. År 1870, blev Richard Theodore Greener den förste afroamerikanen att ta examen från Harvard och Louis Brandeis, den förste judiske ledamoten i USA:s högsta domstol, tog examen från juristutbildningen sju år senare.
Trots det ansågs Harvard vara en bastion för en entydig protestantisk elit, de så kallade Boston Brahmins, en överklass i New England som anser sig härstamma från de första europeiska invånarna på östkusten. Det ryktet fanns med långt in på 1900-talet.

### Tidigt 1900-tal
Harvard var en av grundarna av Association of American Universities 1900. James Bryant Conant ledde universitetet genom den stora depressionen och andra världskriget och började reformera läroplanen och liberalisera antagningen efter kriget.
Det ledde till oro när immigrationen av människor med katolsk och judisk bakgrund dramatiskt ökade kring sekelskiftet 1900. 1908 utgjorde katoliker nio procent av de nyantagna och mellan åren 1906 och 1922 ökade andelen judiska elever från sex till tjugo procent. Rektorn A. Lawrence Lowell införde en kvot för judiska studenter i juni 1922. Enligt honom själv var motivet att bekämpa de antisemitiska stämningarna på universitetsområdet. I romanen Remember me to God från 1957 beskriver Myron Kaufman studiemiljön för en judisk student och hans försök att bli accepterad av den på 1940-talet rådande protestantiska eliten. Grundandet av Boston College 1863 och Brandeis University i Waltham 1948 berodde åtminstone delvis på denna diskrimineringen, oavsett om den var av taktiska skäl eller var mer explicit.
Inte bara religiösa minoriteter förföljdes. 1920 installerades en särskild hemlig domstol avsedd att avslöja homosexuella med det explicita målet att ”stigmatisera de avslöjade för resten av deras liv”. Långt in på 1950-talet sökte den ansvarige för antagningarna, William Bender, bättre sätt att upptäcka ”homosexuella tendenser och allvarliga psykiska problem” hos sökande studenter.

### Efterkrigstiden
Under 1900-talet ökade det internationella ryktet när ökade donationer och prominenta lärare ökade universitetets bredd.
Under årtiondena efter andra världskriget reformerades antagningsriktlinjerna för att aktivt öka mångfalden bland studenterna. Tidigare hade de flesta studenterna kommit från New Englands finaste privatskolor. I slutet på 1960-talet hade den socio-ekonomiska sammansättningen hos studenterna ändrats med ökande antal internationella studenter, studenter med minoritetsbakgrund och studenter med föräldrar som var icke-akademiker. Trots det gick det fyra gånger så många män på Harvard som kvinnor på Harvards systeruniversitet, Radcliffe College.
År 1977 slog Harvard och Radcliffe ihop sina antagningsprocesser. Därmed ökade kvinnornas andel bland de sökande, något som gällde hela USA vid den tiden. Radcliffe College, som hade grundats 1879 som "Harvards annex för kvinnor", gick formellt upp i Harvard University 1999 och blev Radcliffe Institute for Advanced Study.

### 2000-talet
2025 frös miljarder av statliga medel inne, sedan Harvard vägrat följa återvalde Donald Trumps politik att avbryta alla satsningar på mångkultur, jämlikhet och jämställdhet. Universitetet bytte därefter namn på sina jämlikhetsprojekt, vilket tolkats som ett försök att blidka den federala regimens åsikter om begreppet "DEI". I en upptrappad konflikt mellan lärosätet och Washington drog det federala styret i slutet av maj in Harvards rätt att låta utländska studenter läsa på universitetet; de utgör normalt cirka en fjärdedel av studenterna.

### Idrott
De tävlar med 42 universitetslag i olika idrotter via deras idrottsförening Harvard Crimson.

### Harvard University Glee Club
Harvard University Glee Club är en 60-personers manskör inom glee-traditionen, bildad 1858. Den har en traditionella och ceremoniella uppgifter på Universitet. Grammy-nominering för sin minneskonsert till  president John F. Kennedy som gått på skolan.

## Kända personer som studerat vid Harvard
- Leroy Anderson, tonsättare, dirigent
- Magdalena Andersson, Sveriges statsminister 2021-2022, tog dock inte någon examen.
- John Ashbery, vinnare av Pulitzerpriset för poesi
- Steve Ballmer, vd för Microsoft
- George W. Bush, USA:s 43:e president
- Ted Cruz, republikansk politiker
- Daniel C. Dennett, filosof, examinerad fil. kand i filosofi 1963
- T.S. Eliot, vinnare av Nobelpriset i litteratur
- Bill Gates, grundare av Microsoft, tog dock ingen examen
- Neil Gorsuch, domare i USA:s högsta domstol
- Paul Graham, programmerare
- Jarome Iginla, professionell hockeyspelare, studerade juridik på Harvard
- John F. Kennedy, USA:s 35:e president
- Edward M. Kennedy, senator
- Robert F. Kennedy, justitieminister och senator
- Alan Keyes, republikansk politiker
- Ban Ki-moon, FN:s generalsekreterare 2007–2016
- Jeremy Lin, professionell basketspelare, studerade ekonomi på Harvard
- Tom Morello, gitarrist
- Richard Neustadt, historiker och statsvetare
- Gabe Newell, grundare av Valve Software, tog dock ingen examen
- Barack Obama, USA:s 44:e president. Juristexamen.
- Conan O’Brien, komiker
- Frank O'Hara, vinnare av National Book Award för poesi
- Mike Pompeo, utrikesminister. Juristexamen.
- Natalie Portman, skådespelare, studerade psykologi
- Mitt Romney, amerikansk presidentkandidat. MBA och juristexamen.
- Maia Sandu, Moldaviens president
- Noah Welch, professionell hockeyspelare
- Nuseir Yassin, youtubare och grundare av Nas Daily
- Mark Zuckerberg, grundare av Facebook, tog dock ingen examen